# Georg II. von Volkersdorf
Georg (Jörg) II. von Volkersdorf (* vor 1422; † 1475 oder 1476) war ein Adeliger des Herzogtums Österreich ob der Enns und gehörte zu den Mitarbeitern von Kaiser Friedrich III., für den er mehrere wichtige diplomatische Missionen übernahm. Er gilt als einer von dessen zuverlässigsten Räten.

## Herkunft
Georg von Volkersdorf gehörte zur Familie der Herren von Volkersdorf, und zwar aus der Nebenlinie der Herren von Volkersdorf zu Kreuzen. Er war der älteste Sohn von Albrecht (Albero) II. von Volkersdorf († 1422) aus dessen zweiter Ehe mit Barbara von Winden. Sein Bruder war Hadamar (Hadmar) IV. von Volkersdorf († 1489), der ebenfalls als Rat Friedrichs III. nachgewiesen ist und seit 1454 Hofmarschall seines mit kaiserlicher Unterstützung zum Erzbischof von Salzburg aufgestiegenen Cousins Sigmund von Volkersdorf war. Am 17. Juli 1458 wurden beide Brüder von Kaiser Friedrich III. in den Reichsherrenstand erhoben. 1445 heiratete Georg von Volkersdorf Dorothea von Stubenberg aus einer der bedeutendsten Familien des steirischen Herrenstandes. Die Ehe blieb ohne Nachkommen, mit ihm und seinem jüngeren Bruder starb die Linie Volkersdorf-Kreuzen aus.

## Leben
Georg von Volkersdorf ist 1435 als Angehöriger des Ratskollegiums von Herzog Albrecht V. von Österreich nachgewiesen, den er 1438 zu dessen Krönungen in Ungarn und Böhmen begleitete.
Als Rat wurde er nach Albrechts Tod von dessen Nachfolger, dem späteren Kaiser Friedrich III., übernommen und von diesem mit vielfältigen politischen und administrativen Aufgaben betreut. 1442 nahm er an der Krönungsreise nach Aachen teil, in deren Verlauf er sich an mehreren Stechen und Ritterspielen beteiligt. Seit 1445 diente er diesem als dessen Hauptmann zu Weitra (bis in die 1460er Jahre). Seit 1454 ist er außerdem als Beisitzer des kaiserlichen Kammergerichts nachgewiesen. Mehrmals scheint er auch als Kreditgeber und -bürge auf. Friedrich III. setzte ihn außerdem in vielen diplomatischen Missionen ein, so als Gesandten bei Friedensverhandlungen mit Gegnern aus dem Königreich Böhmen und auf österreichischen Landtagen. Zwischen 1442 und 1458 wurde er für Missionen bei ausländischen Herrschern eingesetzt.
Eine offizielle Gesandtschaftsreise führte Georg von Volkersdorf im Oktober 1443 zusammen mit zwei Begleiter an den Hof von Herzog René I. von Anjou. 1448 verhandelte Georg von Volkersdorf im Auftrag des Königs mit der Kurie, und in der Folge gehörte er der Brautschaugesandtschaft an, die 1448 und 1450 an den Höfen der Könige von Neapel und Portugal die Verhandlungen für die Eheschließung Friedrichs mit einer portugiesischen Infantin anbahnte und aushandelte. 1451 bereitete er zusammen mit Enea Silvio de Piccolomini und Michael von Pfullendorf in Italien den Romzug vor. Er nahm an den Feierlichkeiten der Kaiserkrönung in Rom im März 1452 teil, wo er, wie viele andere auch, auf der Engelbrücke den Ritterschlag empfing und damals Kammermeister von Kaiserin Eleonore wurde. Eine letzte größere Gesandtschaftsreise führte in 1454 zusammen mit Piccolomini, dem Bischof von Gurk und Hans Ungnad als Vertreter des kaiserlichen Hofes auf den Reichstag in Regensburg.
Auch während der Herrschaft im Herzogtum Österreich unter König Ladislaus Postumus und später Erzherzog Albrecht VI. war er weiterhin für den Kaiser tätig und in dessen Umfeld zu finden.
Bei der Belagerung des Kaisers in der Wiener Hofburg im Herbst 1462 führte er diesem ein Entsatzheer aus Österreich ob der Enns zu. 1465 wurde er Aufseher über das Ungeld und die Tatz in Wien. In dieser Funktion als tatsächlicher Kämmerer stieg er in der Folge zum kaiserlichen Hauptmann von Wien und zu Enns auf. 1467 mit der Rückgewinnung der Stadt Steyr beauftragt, die Georg von Stein, der sie als Pfand besaß, nicht herausgeben wollte, scheiterte er jedoch an dessen Übermacht. Seit ca. 1468 war Georg von Volkersdorf Inhaber des Landesgerichts zwischen Enns und Traun.

## Auszeichnungen
Außer der Erhebung in den Reichsherrenstand wurde Georg von Volkersdorf noch mit dem Erbamt eines fürstlichen Bannerträgers in Österreich ausgezeichnet.